# ثريا خيمينيز
ثريا خيمينيز (بالإسبانية: Soraya Jiménez)‏ هي رباعة مكسيكية، ولدت في 5 أغسطس 1977 في ناوكالبان دي خواريز في المكسيك، وتوفيت في 28 مارس 2013 في مدينة مكسيكو في المكسيك بسبب نوبة قلبية.

## وصلات خارجية
- ثريا خيمينيز على موقع أوليمبيديا (الإنجليزية)